# Montfaucon (Doubs)
 Montfaucon  es una población y comuna francesa, en la región de Borgoña-Franco Condado, departamento de Doubs, en el distrito de Besançon y cantón de Besançon-5.

## Demografía
| 355 | 510 | 946 | 1055 | 1262 | 1372 | 1503 |
| Para los censos de 1962 a 1999 la población legal corresponde a la población sin duplicidades (Fuente: INSEE [Consultar]) |     |     |      |      |      |      |